# Artaldo II di Pallars Sobirà
Artaldo II di Pallars Sobirà (in spagnolo Artal, in catalano Artau, in francese Artaud; sesta/settima decade secolo XI circa – 1124 circa) fu il quarto Conte di Pallars Sobirà dal 1081 alla sua morte.

## Origine
Secondo il documento n° 321 della Histoire Générale de Languedoc 3rd Edn. Tome V, Preuves, Chartes et Diplômes, Artaldo era il figlio primogenito del terzo Conte di Pallars Sobirà, Artaldo I e della sua seconda moglie, Lucia de La Marche, come ci viene confermato dal documento n° 26 del El Monestir de Santa Maria de Gerri (segles XI-XV) Collecció Diplomática, II (non consultato), che, come conferma lo storico catalano, Pròsper de Bofarull i Mascaró, nel suo Los condes de Barcelona vindicados, Tome II era cognata del conte di Barcellona, Raimondo Berengario I detto el Vell ("il Vecchio") (1024-1076) e sorella di Almodis de La Marche, figlia di Bernardo I (ca. 991- 16 giugno 1047) conte de La Marche e della moglie, Amelia de Rasés (? - † 1053). 

Artaldo I di Pallars Sobirà, come conferma il documento n° 12 del El Monestir de Santa Maria de Gerri (segles XI-XV) Collecció Diplomática, II (non consultato) era il figlio secondogenito del primo Conte di Pallars Sobirà, Guglielmo II e della moglie, Stefania di Urgell, figlia del conte di Urgell, Ermengol I e della moglie Teutberga o Geriberga († prima del 1017), che secondo l'Europäische Stammtafeln, vol II, 187 (non consultate), era la figlia del Conte di Provenza e marchese di Provenza, Rotboldo II e della moglie, Emilde o Eimilde.

## Biografia
Artaldo lo troviamo citato per la prima volta, nel 1075, nel documento n° 321 della Histoire Générale de Languedoc 3rd Edn. Tome V, Preuves, Chartes et Diplômes, in cui suo padre, Artaldo I (Artaldus comes), aveva fatto una donazione assieme ai tre figli, Artaldo, Guglielmo e Oddone (filius meus Artaldus, alter filius meus Guillelmus, alter Odo), futuro vescovo di Urgell (Sant'Otón).
Ancora nel 1076, secondo il documento n° CCLXXXVIII della Marca Hispanica sive Limes Hispanicus, suo padre, Artaldo I, assieme ad Artaldo (Artaldus comes et filius meus Artaldus) avevano riconosciuto un danno arrecato all'Abbazia di San Michele di Cuxa (coenobii Coxianensi).
Suo padre, Artaldo I (Artallus gratia Dei comes), negli ultimi anni, aveva problemi con l'abate Arnaldo del monastero di Santa Maria de Gerri (Arnallus de Gerre), per il possesso di un castello (Petra-Media…castro) che aveva usurpato al monastero, che fu risolto solo nel 1081, con la restituzione del castello al monastero, come ci viene confermato da due documenti della Histoire Générale de Languedoc 3rd Edn. Tome V, Preuves, Chartes et Diplômes:

il n° 350, e

il n° 351.
Suo padre, Artaldo I, aveva litigato anche con il vescovo di Urgell, a seguito della quale morì scomunicato nel 1081.

Artaldo gli succedette come Artaldo II, che nel documento n° 26 del El Monestir de Santa Maria de Gerri (segles XI-XV) Collecció Diplomática, II (non consultato), datato 19 aprile 1082, inerente ad una donazione assieme al fratello Oddone e alla madre, Lucia (frater meus Odo materque nostra Lucia), viene citato col titolo di conte (Artallus comes).
Artaldo II fece altre donazioni al monastero di Santa Maria de Gerri, riportate da El Monestir de Santa Maria de Gerri (segles XI-XV) Collecció Diplomática, II (non consultato):

 il n° 34, datato 1085, con la moglie Eslonza (Artallus gratia Dei comes et marchio et uxor mea Leonza) 

 il n° 43, datato 1085 circa, assieme al fratello Oddone, allo zio Raimondo e alla madre Lucia (Artalli comiti seu et Otone frater eius et Regemundo Guillelmi avunculi eius seu et Lucia comitissa mater eius)

 il n° 47, datato 1090, (Artallus gratia Dei Paliarensis comes) con la moglie, Eslonza (et Eislonza uxor mea) ed il fratello, Oddone (et Odo frater meus).
Nel 1096, secondo il documento n° 824 del Chartularium Minus del Cartulaire de l'abbaye de Saint-Victor de Marseille, Tome II, Artaldo II (Ego Artaldus, comes de Paliars), assieme alla moglie, Eslonza (cum voluntate uxoris mee, nomine Heislonze) fecero una donazione al monastero di Santa Maria de Gerri.
Artaldo II combatté contro i Saraceni, molto probabilmente al seguito del conti di Barcellona, Berengario Raimondo II detto el Fratricida ("il Fratricida") (1054-1097) e Raimondo Berengario III detto el Gran ("il Grande") (1082-1131), fu fatto prigioniero e tenuto prigioniero per alcuni anni.  

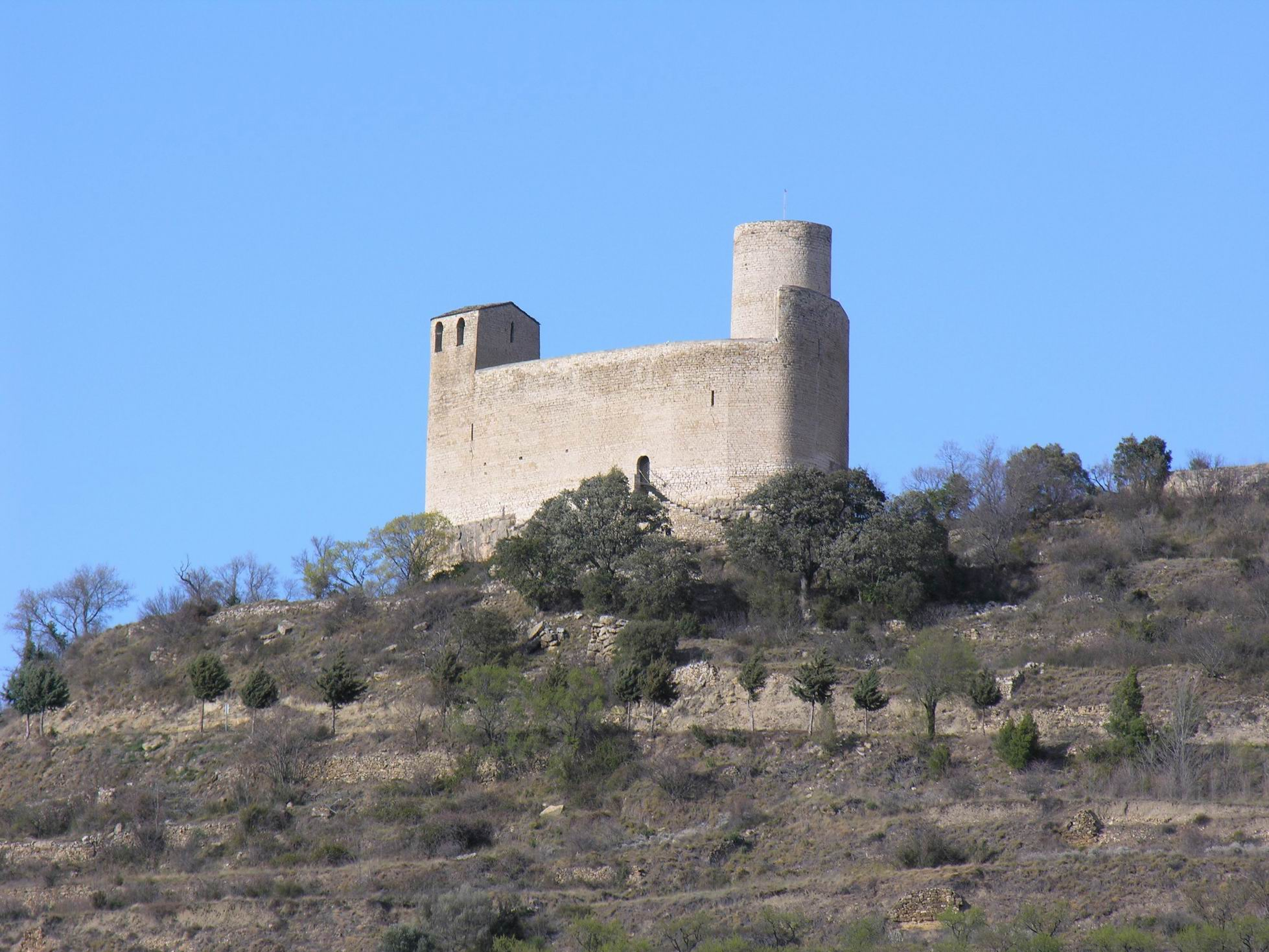
Castello di Mur

Durante il suo governo, fu ufficializzata la separazione delle due contee di Pallars, la Contea di Pallars Sobirà e la Contea di Pallars Jussà, che fino ad allora erano state governate in collaborazione, come un condominio; con Raimondo IV di Pallars Jussà definì la proprietà dei castelli di Llimiana e di Mur, che gli furono assegnati.
Nel 1112, Artaldo II (Artalli comitis) sottoscrisse il testamento della moglie, Eslonza (Eisloza comitissa…Paliarensis) come riportato nel documento n° 106 del El Monestir de Santa Maria de Gerri (segles XI-XV) Collecció Diplomática, II (non consultato).
Non si conosce la data esatta della morte di Artaldo II, che morì intorno al 1124.

Gli succedette il figlio Artaldo, come Artaldo III, come conferma il documento n° 125 del El Monestir de Santa Maria de Gerri (segles XI-XV) Collecció Diplomática, II (non consultato).

## Matrimonio e discendenza
Artaldo II, prima del 1085, aveva sposato Eslonça Martín, castigliana, figlia di Martìn Pérez de Tordesillas e della moglie Mayor Ansúrez; Eslonza viene citata col marito in due documenti:

 il n° 34 del El Monestir de Santa Maria de Gerri (segles XI-XV) Collecció Diplomática, II (non consultato) (Artallus gratia Dei comes et marchio et uxor mea Leonza), e

 il documento n° 824 del Chartularium Minus del Cartulaire de l'abbaye de Saint-Victor de Marseille, Tome II (cum voluntate uxoris mee, nomine Heislonze).
Nel 1112 Eslonza fece testamento come riportato nel documento n° 106 del El Monestir de Santa Maria de Gerri (segles XI-XV) Collecció Diplomática, II (non consultato)

Artaldo II da Eslonza ebbe un figlio:
- Artaldo († 1167 circa), Conte di Pallars Jussà, come da documento n° 125 del El Monestir de Santa Maria de Gerri (segles XI-XV) Collecció Diplomática, II (non consultato)[2];

### Fonti primarie
- (LA)  Histoire générale de Languedoc : avec des notes et les pièces justificatives, T. 5.
- (LA)  Cartulaire de l'abbaye de Saint-Victor de Marseille, Tome II.
- (LA)  Recueil des Chartes de l'Abbaye de Cluny, tome III.
- (LA)  Marca Hispanica.

### Letteratura storiografica
- (ES)  Bofarull i Mascaró, Los condes de Barcelona vindicados, Tome II.